# RARBG
RARBG war eine Website, die Torrent-Dateien und Magnet-Links bereitstellt, um den Peer-to-Peer-Dateiaustausch mit dem BitTorrent-Protokoll zu erleichtern. Seit 2014 tauchte RARBG wiederholt in der jährlichen Liste der meistbesuchten Torrent-Websites von TorrentFreak auf. Im Juni 2021 lag sie auf Platz 5. Auf der Website konnten Nutzer keine eigenen Torrents hochladen.

## Geschichte
RARBG wurde im Jahr 2008 gegründet. Ursprünglich als bulgarischer BitTorrent-Tracker konzipiert (BG steht für „Bulgarien“ im Namen), hat die Website seitdem ein internationales Publikum bedient. Laut TorrentFreak ist RARBG auf englischsprachige „qualitativ hochwertige Videoveröffentlichungen spezialisiert, bietet aber auch andere Inhalte an, darunter Spiele, Software und Musik.“
Die Website wurde 2019 vom US-Handelsbeauftragten als „berüchtigter Markt“ bezeichnet. Im Jahr 2020 wurde die Website als Ziel der bulgarischen Strafverfolgungsbehörden aufgeführt.
Am 31. Mai 2023 stellte die Website ihren Betrieb ein.

## Sperrungen und Zensur
RARBG war in mehreren Ländern auf der ganzen Welt aus rechtlichen Gründen gesperrt, im Allgemeinen wegen der Förderung von Urheberrechtsverletzungen. Im Dezember 2008 blieb die Seite aufgrund des rechtlichen Drucks der niederländischen Anti-Piraterie-Organisation BREIN eine Woche lang geschlossen. Im Jahr 2017 wurde RARBG nach einer Kontroverse, bei der Links zu Torrent-Seiten in den Google-Suchergebnissen hervorgehoben wurden, aus den Google-Suchergebnissen herausgefiltert. Aufgrund einer Klage von Filmstudios gegen den ISP Hurricane Electric, in der sie die persönlichen Daten von Raubkopierern fordern, hat Sophidea VPN, ein von Hurricane Electric betriebenes VPN, im Dezember 2020 den Zugang zu mehreren Torrent-Seiten, darunter RARBG, gesperrt.
| Land                         | Datum der Sperrung |
| ---------------------------- | ------------------ |
| Saudi-Arabien                | 2. April 2014      |
| Vereinigtes Königreich       | 27. November 2014  |
| Dänemark                     | 27. März 2015      |
| Türkei                       | 12. August 2015    |
| Portugal                     | 26. Oktober 2015   |
| Italien                      | 6. März 2017       |
| Australien                   | 18. August 2017    |
| Indonesien                   | 10. Oktober 2017   |
| Finnland                     | 8. Juni 2018       |
| Vereinigte Arabische Emirate | 8. Juni 2018       |
| Irland                       | 18. Januar 2018    |
| Belgien                      | 3. Januar 2019     |
| Indien                       | 12. April 2019     |
| Griechenland                 | 15. Mai 2019       |
| Iran                         | Unbekannt          |
| Bulgarien                    | Unbekannt          |
| Oman                         | Unbekannt          |